# Alucita maxima
Alucita maxima är en fjärilsart som beskrevs av Turati 1924. Alucita maxima ingår i släktet Alucita och familjen mångfliksmott, (Alucitidae). Inga underarter finns listade i Catalogue of Life.